# Christine Vachon
Christine Vachon (New York, 21 november 1962) is een Amerikaans film- en televisieproducente.

## Biografie
Christine Vachon werd in 1962 geboren in Manhattan (New York) als dochter van Françoise Fourestier en fotograaf John Vachon. Ze studeerde af in 1983 aan de Brown-universiteit, waar ze Todd Haynes en Barry Ellsworth leerde kennen. Ze richtten samen in 1987 de vzw Apparatus Productions op, een onafhankelijke productiemaatschappij geïnspireerd door de "Anti-Hollywood New York film"-scene en produceerden zeven films in vijf jaar tijd. In 1996 startte Vachon samen met producente Pamela Koffler de onafhankelijke filmmaatschappij Killer Films op. Vachon produceerde verscheidene bekroonde films, onder andere Far From Heaven (vier Academy Award-nominaties), Boys Don’t Cry (Academy Award-winnaar), One Hour Photo, Hedwig and the Angry Inch, Happiness, Velvet Goldmine, I Shot Andy Warhol, Swoon, I'm Not There, Still Alice en Carol.
Privéleven
Vachon leeft samen met haar partner, de artieste Marlene McCarthy, en hun dochter Guthrie in East Village (New York). In 2009 werd borstkanker vastgesteld waarna ze chemotherapie onderging.

## Filmografie als producent
De naam van de regisseur staat tussen haakjes.
- 1991: Poison (Todd Haynes)
- 1992: Swoon (Tom Kalin)
- 1994: Postcards from America (Steve McLean)
- 1994: Go Fish (Rose Troche) (als executive producer)
- 1995: Stonewall (Nigel Finch)
- 1995: Safe (Todd Haynes)
- 1995: Kids (Larry Clark)
- 1996: I Shot Andy Warhol (Mary Harron)
- 1997: Office Killer (Cindy Sherman)
- 1997: Kiss Me, Guido (Tony Vitale)
- 1998: Happiness (Todd Solondz)
- 1998: Velvet Goldmine (Todd Haynes)
- 1999: Boys Don't Cry (Kimberly Peirce)
- 1999: I'm Losing You (Bruce Wagner)
- 2000: Crime and Punishment in Suburbia (Rob Schmidt)
- 2001: Hedwig and the Angry Inch (John Cameron Mitchell)
- 2001: Series 7: The Contenders (Daniel Minaham)
- 2001: Women in Film (Bruce Wagner)
- 2001: Chelsea Walls (Ethan Hawke)
- 2001: Storytelling (Todd Solondz)
- 2002: One Hour Photo (Mark Romanek)
- 2001: The Grey Zone (Tim Blake Nelson)
- 2001: The Safety of Objects (Rose Troche)
- 2002: Far from Heaven (Todd Haynes)
- 2003: Party Monster (Fenton Bailey en Randy Barbato)
- 2003: Camp (Todd Graff)
- 2003: The Company (Robert Altman)
- 2004: A Home at the End of the World (Michael Mayer)
- 2004: A Dirty Shame (John Waters)
- 2006: The Notorious Bettie Page (Mary Harron)
- 2006: Mrs. Harris (televisiefilm, Phyllis Nagy)
- 2006: Infamous (Douglas McGrath)
- 2007: This American Life (Ira Glass)
- 2007: An American Crime (Tommy O'Haver)
- 2007: I'm Not There (Todd Haynes)
- 2008: Savage Grace (Tom Kalin)
- 2008: Then She Found Me (Helen Hunt)
- 2008: Gigantic (Matt Aselton)
- 2009: Motherhood (Katherine Dieckmann)
- 2009: Cracks (Jordan Scott)
- 2009: Cairo Time (Ruba Nadda)
- 2010: Lulu at the Hotel (kortfilm) (Maya Kazan)
- 2010: Loop Planes (kortfilm) (Robin Wilby)
- 2010: Charley (kortfilm) (Dee Austin Robertson)
- 2010: Dirty Girl (Abe Sylvia)
- 2010: What's Wrong with Virginia (Dustin Lance Black)
- 2013: The Last of Robin Hood (Wash Westmoreland en Richard Glatzer)
- 2013: Innocence (Hilary Brougher)
- 2014: Still Alice (Wash Westmoreland en Richard Glatzer)
- 2015: Carol (Todd Haynes)
- 2016: Goat (Andrew Neel)
- 2016: Wiener-Dog (Todd Solondz)
- 2025: Materialists (Celine Song)

## Prijzen en nominaties
De belangrijkste:
| Jaar | Prijs                         | Categorie                             | Film            | Uitslag     |
| ---- | ----------------------------- | ------------------------------------- | --------------- | ----------- |
| 2016 | Teddy Award                   | Speciale prijs                        | Speciale prijs  | Gewonnen    |
| 2016 | BAFTA Award                   | Beste film                            | Carol           | Genomineerd |
| 2011 | Primetime Emmy Award          | Outstanding Miniseries or Movie       | Mildred Pierce  | Genomineerd |
| 2006 | Primetime Emmy Award          | Outstanding Made for television Movie | Mrs. Harris     | Genomineerd |
| 2003 | Film Independent Spirit Award | Beste film                            | Far from Heaven | Gewonnen    |